# Elementnamensgebungskontroverse
Neu entdeckte chemische Elemente erhalten provisorisch systematische Elementnamen und werden dann normalerweise von ihren Entdeckern getauft. In einigen Fällen gab es mehr oder weniger gleichzeitige Entdeckungen, so dass es zu einer Elementnamensgebungskontroverse kam. Dies war der Fall bei den Elementen 104 bis 108, deren Entdeckungsgeschichte in den 1960ern begann. Der Konflikt wurde erst 1997 beendet.
Die drei Gruppen, die sich um die Namensgebung stritten, waren eine US-amerikanische am Lawrence Berkeley National Laboratory der University of California, Berkeley, eine sowjetische am Vereinigten Institut für Kernforschung in Dubna bei Moskau und eine deutsche Gruppe an der Gesellschaft für Schwerionenforschung (GSI) in Darmstadt.
| Ordnungszahl | Systematischer Name | Endgültige Benennung IUPAC 1997 | Vorschlag Berkeley   | Vorschlag Dubna       | Vorschlag GSI       | Vorschlag IUPAC 1994 |
| ------------ | ------------------- | ------------------------------- | -------------------- | --------------------- | ------------------- | -------------------- |
| 104          | Unnilquadium        | Rutherfordium (Rf)              | Rutherfordium a (Rf) | Kurtschatowium b (Ku) | —                   | Dubnium c (Db)       |
| 105          | Unnilpentium        | Dubnium (Db)                    | Hahnium d (Ha)       | Nielsbohrium e (Ns)   | —                   | Joliotium f (Jl)     |
| 106          | Unnilhexium         | Seaborgium (Sg)                 | Seaborgium g (Sg)    | —                     | —                   | Rutherfordium a (Rf) |
| 107          | Unnilseptium        | Bohrium (Bh)                    | —                    | —                     | Nielsbohrium e (Ns) | Bohrium e (Bh)       |
| 108          | Unniloctium         | Hassium (Hs)                    | —                    | —                     | Hassium h (Hs)      | Hahnium d (Ha)       |

Igor Kurtschatow war weniger als herausragender Wissenschaftler bekannt, sondern vor allem als Leiter des sowjetischen Atombombenprojekts. Daher war der Name insbesondere für die Amerikaner nicht akzeptabel. Der amerikanische Name für Element 106 war für einige inakzeptabel, weil Glenn T. Seaborg damals noch lebte.
Die Vorschläge der International Union of Pure and Applied Chemistry (IUPAC) von 1994 waren ein Versuch, den Konflikt dadurch zu lösen, dass Element 104 nach dem russischen Dubna benannt werden und Element 106 den freigewordenen Namen Rutherfordium bekommen sollte. Dies wurde von der American Chemical Society (ACS) zurückgewiesen, da die Entdeckung von 106 durch eine amerikanische Gruppe nicht in Frage gestellt war und diese Gruppe das uneingeschränkte Recht der Namensgebung haben sollte. Außerdem hatte der Name Rutherfordium für Element 104 bereits Eingang in die Lehrbücher gefunden, so dass dieser nicht für ein anderes Element verwendet werden sollte.
Auf dem 39. Treffen des Councils der IUPAC vom 29. bis 30. August 1997 in Genf billigte dieser die neuen Empfehlungen des Committee on Nomenclature of Inorganic Chemistry (CNIC), und die Elemente erhielten ihre endgültigen Namen.
Beim Vorschlag der Deutschen für das Element 109 Meitnerium gab es zwar keine Namensgebungskontroverse, jedoch herrschte Ungewissheit darüber, ob dieser auch von der IUPAC angenommen werden würde, was schließlich 1997 geschah. (Zuvor wurden die GSI-Vorschläge für 107 und 108 auch nicht angenommen und erst 1997 – überwiegend – bestätigt.)

## Frühere Kontroversen
Auch im 19. und zu Beginn des 20. Jahrhunderts gab es Kontroversen:
- Lutetium wurde nach Lutetia, dem alten Namen von Paris benannt. In Deutschland hielt sich (vermutlich deshalb) lange der Name Cassiopeium (Cp).
- Niob wurde vor allem in den USA Columbium (Cb) genannt.